# Thomas Tuchel
Thomas Tuchel, född 29 augusti 1973 i Krumbach, är en tysk fotbollstränare som är förbundskapten för Englands herrlandslag sedan den 1 januari 2025. Tuchel har tidigare tränat bland annat Borussia Dortmund, Paris Saint-Germain, FC Bayern München och Chelsea.
Han började spela fotboll i sin lokalklubb TSV Krumbach i just staden Krumbach där han föddes. Vid 15 års ålder flyttade han till akademin FC Augsburg, där han kämpade hårt men lyckades aldrig ta sig hela vägen till A-laget. När han fyllt 19 fick han chansen att spela för Stuttgarter Kickers som spelade i 2. Bundesliga. Under säsongen 1992/1993 spelade han åtta matcher, men lämnade efter säsongen för SSV Ulm. Han spelade som central mittfältare och spelade 69 matcher för klubben innan han 1998 efter en knäskada lade skorna på hyllan vid 25 års ålder.

## Tränarkarriär

### Tidig karriär
Tuchel började sin tränarkarriär 2000, som ungdomslagstränare åt VfB Stuttgart, och hjälpte till med utvecklingen av framtida A-lagspelare. Han hade exempelvis ansvaret för Mario Gómez och Holger Badstuber. År 2005 återvände han till Augsburg, som var imponerad av hans förmåga att coacha ungdomsspelare, och fick rollen som ungdomslagskoordinator. Tuchel hade den rollen under tre år och övergick så småningom till A-lagstränare för Augsburg II under säsongen 2007/2008.

### Mainz 05
Tuchels tid som tränare för Augsburg II imponerade senare på många tyska högklassiga klubbar, och 2009 flyttade han till Bundesliga-klubben Mainz 05 och tog över efter Jürgen Klopp, som lämnat för Borussia Dortmund. Tuchel, som befordrades till positionen efter att ha varit ungdomscoach i Mainz under de senaste 12 månaderna, undertecknade ett första tvåårigt kontrakt.
Det var en svår utmaning att hålla kvar Mainz i Bundesliga där man var nykomlingar. Det största problemet var att Tuchel hade ärvt en grupp av undermalig kvalitet som var dåligt utrustad för fotboll på den högsta tyska nivån samt att han fick begränsat med pengar att spendera. Han njöt ändå av möjligheten att bedriva affärer på transfermarkanden och åtnjöt frihet att bygga en trupp och taktik med sin egen filosofi. Truppens sammansättning sågs i Tuchels taktiska val i klubben, trots att han hade tekniskt sämre spelare, instruerade han dem att använda lång distribution och fokusera på att pressa högst, vanligtvis överbelasta en del av motståndshalvan för att skapa mindre utrymme för att sedan skapa kontringsmöjligheter, eftersom högt tryck på motståndarna skulle skapa chanser genom att ta bort eller tvinga bort fel från motståndarna. Detta fungerade bra under hans första säsong i Mainz, och Tuchel fick en stark ligastart och ledde så småningom klubben till en respektabel nionde plats. Samtidigt skapade han ett lag som hade lovande ungdomsspelare som var skickliga på den offensiva delen av planen, som Ádám Szalai och André Schürrle.

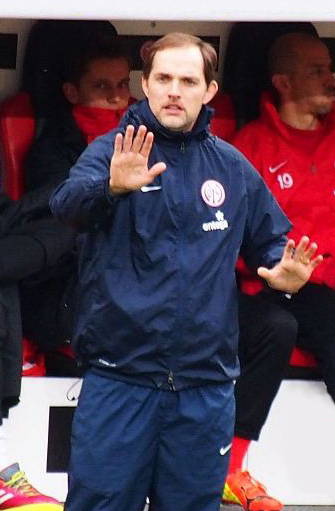
Tuchel i Mainz 05 under 2014.

Tuchel försökte utveckla denna filosofi i nästkommande säsong, samtidigt som han värvat in den unga tyska playmakern Lewis Holtby samt österrikisk ytterbacken Christian Fuchs. Båda spelarna tillät honom att ta itu med stora truppbrister från föregående säsong, där Mainz ofta såg en oförmåga att bryta ner försvarssinnade lag, samtidigt som han hade begränsad offensiv fotboll från vänsterflanken. Detta gjorde det möjligt för klubben att njuta av en perfekt start på säsongen då man hade sju segrar efter sina första sju matcher, inklusive en bortaseger mot giganten Bayern München. Tuchel ledde så småningom laget till en femteplats, med Fuchs och Holtby som bidrog med åtta assister.
Trots stora ansträngningar kunde Mainz inte uppfylla kraven inom vare sig inhemskt eller europeiskt spel och slutade på en 13:e plats de följande två säsongerna, samtidigt som de tappade både Schürrle och Szalai till andra tyska klubbar. Tuchel kunde emellertid ersätta dem med Eric Maxim Choupo-Moting, samtidigt som han bytte målvakt, en problemställning för klubben när man tog upp Loris Karius. Tuchel arbetade också i stor utsträckning med ungdomsprodukten Yunus Mallı, som utvecklades och kunde spela flera roller inom mittfältet. Detta gjorde det möjligt för laget att övergå till en mer defensivt sammanhängande och målmedveten enhet från det rent pressbaserade tänkesätt som tidigare skett. Nu med spel som fokuserar på de goda samarbetet mellan Mallı och Choupo-Moting. Tuchel kunde också uttnyttja sidan till att kunna spela från backlinjen genom Karius goda passningsförmåga. Efter en stark avslutning på säsongen förlängde Tuchel sitt kontrakt för att stanna kvar i klubben ytterligare två säsonger. 
Under det som skulle visa sig vara hans sista säsong med klubben försökte Tuchel utöka teamets dynamik i hopp om att skapa en mer oförutsägbar taktik. Han köpte in den japanska anfallaren Shinji Okazaki, samtidigt som han värvade den defensiva mittfältaren Julian Baumgartlinger för vad det skrev 1,1 miljoner euro. Baumgartlinger, som nu spelar med Mallı på mittfältet, tillät laget att behålla sin sammanhängande form från de föregående säsongerna, samtidigt som han lyckades skapa en balans vilket blev viktigt för laget. Detta tillvägagångssätt blev lyckat då Mainz blev 7:e och kvalificerade sig till gruppspelet i Uefa Europa League 2014/2015. Spelaren Okazaki hade också en produktiv säsong och gjorde 15 mål i ligan.
Trots att Schalke 04 och Bayer Leverkusen visade stort under senare delen av säsongen 2013/2014, stannade Tuchel till slutet av kontraktet, med antagandet att en framgångsrik säsong skulle möjliggöra större summor att förbättra truppen. När det lite senare blev uppenbart att det fortfarande skulle bli begränsat med pengar, bad Tuchel att bli löst från sitt kontrakt i förtid och senare sade han: "Jag kunde inte se hur vi kunde återuppfinna oss själva igen den kommande sommaren." Mainz vägrade till en början att släppa honom från kontraktet, men så småningom tillät de honom att lämna den 11 maj 2014.
Tuchel avslutade sin Mainz-karriär med 72 segrar, 46 oavgjort och 64 förluster, från 182 matcher, vilket blir en vinstprocent på 39,56 %.

### Borussia Dortmund
I april 2015 blev det klart att Jürgen Klopp skulle lämna Borussia Dortmund efter 2014/2015 säsongen. Efterträdaren skulle, precis som i Mainz, bli Thomas Tuchel. I jämförelsen med den tiden så hade nu Tuchel betydligt större ekonomiska medel att röra sig med.
Tuchel avslutade sin tid i Dortmund med 68 vinster, 23 oavgjoort och 17 förluster, från 108 matcher, vilket blir en vinstprocent på 62,95 %.

### Paris Saint-Germain
I maj 2018 signerade Tuchel ett tvåårskontrakt med storsatsande Paris Saint-Germain, där han blev efterträdare till Unai Emery. Hans första värvning var storstjärnan Kylian Mbappé vilket kostade 137 miljoner euro.
I december 2020 blev Tuchel sparkad från klubben.

### Chelsea
I januari 2021 blev Tuchel anställd som huvudtränare för engelska Chelsea. Under säsongen 2021/2022 ledde Tuchel laget till en fjärdeplats i Premier League samt Champions-League-titeln när Chelsea-spelaren Kai Havertz sköt in 1–0 mot Manchester City som senare kom att bli slutresultatet. Tuchel och Chelsea vann även Uefa Super Cup- och Fifa Club World Cup 2021 därpå. 
I september 2022 blev Tuchel sparkad från klubben.

### Bayern München
Den 24 mars 2023 meddelade Bayern München att Tuchel skulle efterträda Julian Nagelsmann som huvudtränare. Den 21 februari 2024 tillkännagavs att Tuchel och Bayern München går skilda vägar vid slutet av säsongen 2023/2024.

## Tränarstatistik
| Lag                 | Från            | Till             |     | Rekord | Rekord | Rekord | Rekord | Rekord | Rekord | Rekord  | Rekord                                    |
| Lag                 | Från            | Till             | M   | W      | D      | L      | GF     | GA     | GD     | Win %   | Ref.                                      |
| ------------------- | --------------- | ---------------- | --- | ------ | ------ | ------ | ------ | ------ | ------ | ------- | ----------------------------------------- |
| FC Augsburg II      | 1 juli 2007     | 30 juni 2008     | 34  | 20     | 8      | 6      | 80     | 45     | +35    | 058,82  | [ 27 ]                                    |
| Mainz 05            | 3 augusti 2009  | 11 maj 2014      | 182 | 72     | 46     | 64     | 248    | 288    | −40    | 039,56  | [ 30 ] [ 31 ] [ 32 ] [ 33 ] [ 34 ] [ 35 ] |
| Borussia Dortmund   | 29 juni 2015    | 30 maj 2017      | 108 | 68     | 23     | 17     | 245    | 113    | +132   | 062,96  | [ 39 ] [ 40 ] [ 41 ]                      |
| Paris Saint-Germain | 14 maj 2018     | 29 december 2020 | 127 | 95     | 13     | 19     | 337    | 103    | +234   | 074,80  | [ 43 ]                                    |
| Chelsea             | 26 januari 2021 | 7 september 2022 | 100 | 60     | 24     | 16     | 168    | 77     | +91    | 60,00   | [ 44 ]                                    |
| Bayern München      | 24 mars 2023    | –                | 44  | 28     | 5      | 11     | 100    | 54     | +46    | 63,64   | [ 45 ]                                    |
| Totalt              | Totalt          | Totalt           | 595 | 343    | 119    | 133    | 1 178  | 680    | +498   | 57.6535 | —                                         |

## Meriter

### Tränare

#### Borrusia Dortmund
- DFB Pokal: 2016–17[46]

#### Paris Saint-Germain
- Ligue 1: 2018–19,[47] 2019–20[48]
- Coupe de France: 2019–20[49]
- Coupe de la Ligue: 2019–20[50]
- Trophée des Champions: 2018,[51] 2019[52]
- Uefa Champions League-andraplats: 2019–20

#### Chelsea
- Uefa Champions League: 2020/2021
- Uefa Super Cup: 2021
- Världsmästerskapet i fotboll för klubblag: 2021